# 4 augustus
4 augustus is de 216de dag van het jaar (217de in een schrikkeljaar) in de gregoriaanse kalender. Hierna volgen nog 149 dagen tot het einde van het jaar.

## Gebeurtenissen
- Algemeen
  - 367 - De 8-jarige Flavius Gratianus wordt door zijn vader Valentinianus I tot medekeizer (Augustus) verheven.
  - 1984 - De Republiek Opper-Volta ondergaat een naamsverandering, het heet voortaan Burkina Faso.
  - 1993 - Japan erkent voor het eerst officieel dat het keizerlijke leger van het land tijdens de Tweede Wereldoorlog tienduizenden vrouwen uit Aziatische en Europese landen gedwongen heeft om Japanse soldaten seksueel ter wille te zijn.
  - 2015 - De Amerikaanse vliegtuigmaatschappijen Delta Air Lines, United Airlines en American Airlines stoppen per direct met het vervoeren van delen van leeuwen, luipaarden, buffels, olifanten en neushoorns als jachttrofeeën.
  - 2019 - In Dayton in de Amerikaanse staat Ohio vindt een schietpartij plaats waarbij negen omstanders gedood worden. Er vallen 27 gewonden.
  - 2020 - Een zware explosie in de haven van de Libanese hoofdstad Beiroet zorgt voor ten minste 200 doden en meer dan 6.000 gewonden. De explosie is veroorzaakt door de ontploffing van 2.750 ton ammoniumnitraat.
  - 2023 - Zware regenval veroorzaakt overstromingen en aardverschuivingen in het noorden van Slovenië. Zes mensen, onder wie twee Nederlanders, komen om.[1]

- Economie
  - 2010 - Roemenië heeft voldoende economische hervormingen doorgevoerd om in aanmerking te komen voor een nieuw deel van de noodleningen van het Internationaal Monetair Fonds en de Europese Unie.

- Gezondheid
  - 2009 - In Nederland valt de eerste dode als gevolg van de Mexicaanse griep; een jongen van 17 jaar, die al ernstig ziek was toen hij de griep kreeg.

- Kunst en cultuur
  - 1766 - Het wapenschild van Martinique wordt ontworpen.
  - 1782 - Constanze trouwt met Wolfgang Amadeus Mozart.
  - 1912 - De 53-jarige Noorse schrijver Knut Hamsun voltooit zijn romantrilogie De Zwerver.

- Oorlog
  - 1704 - Brits-Nederlandse troepen bezetten Gibraltar.
  - 1914 - Eerste Wereldoorlog: Duitse troepen vallen België binnen, waardoor het Verenigd Koninkrijk de oorlog verklaart aan Duitsland.
  - 1944 - Anne Frank wordt, na te zijn verraden, opgepakt in Amsterdam. Ze was ondergedoken in het achterhuis van Prinsengracht 263 te Amsterdam.
  - 1945 - Prinses Juliana en haar familie keren vanuit Canada terug naar Nederland. Ze verbleven daar tijdens de oorlog.
  - 2016 - Zeker zes buitenlandse toeristen en hun chauffeur raken gewond als gewapende mannen hun konvooi aanvallen in de Afghaanse provincie Herat.

- Politiek
  - 1688 - Keizer Leopold I verheft de graven George August Samuel van Nassau-Idstein en Walraad van Nassau-Usingen tot Rijksvorst.
  - 1789 - Afschaffing van de feodale traditie in Frankrijk door de Nationale Vergadering.
  - 1966 - Loebas Oosterbeek richt de Vereniging van Dienstplichtige Militairen (VVDM) op.
  - 2001 - De Noord-Koreaanse leider Kim Jong-il brengt een bezoek aan Rusland.
- Religie
  - 1903 - Kardinaal Giuseppe Sarto wordt gekozen tot Paus Pius X.

- Sport

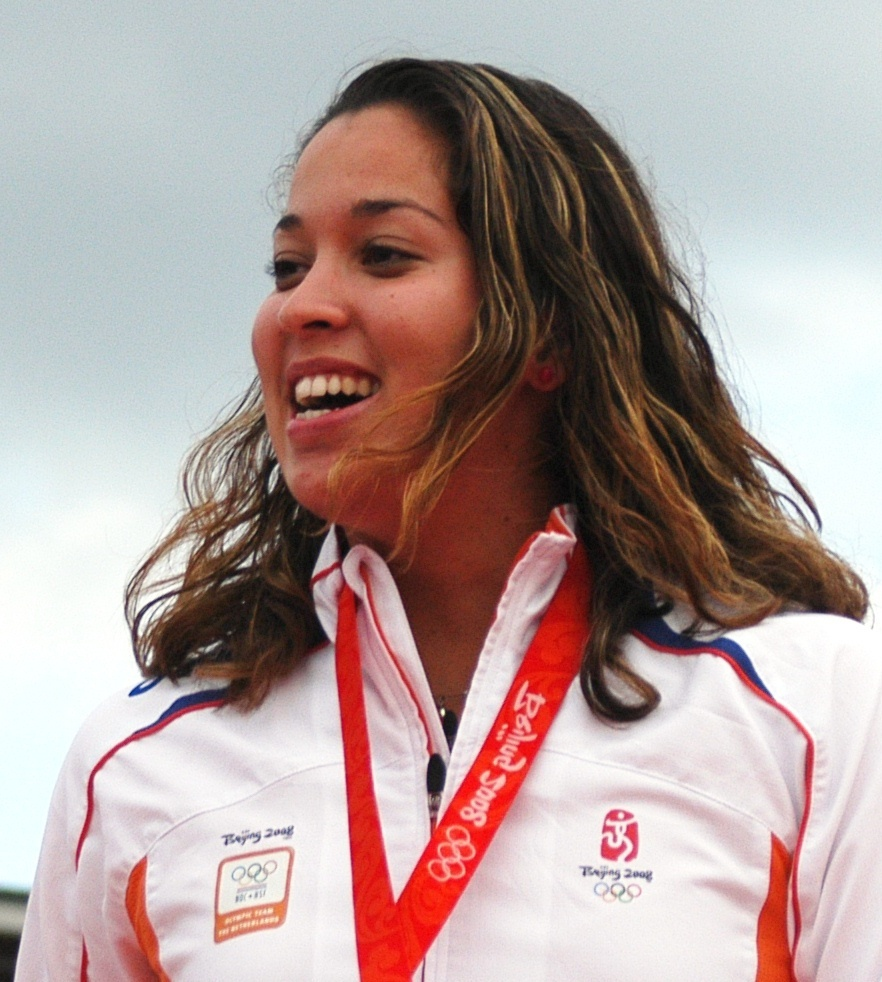
Ranomi Kromowidjojo behaalt 2 keer goud en 1 keer zilver bij de Spelen in 2012

- - 1972 - Mark Spitz verbetert bij olympische kwalificatiewedstrijden in Chicago tot twee keer toe zijn eigen wereldrecord op de 100 meter vlinderslag; de Amerikaan zwemt in de series een tijd van 54,72, in de finale komt hij tot 54,56.
  - 1972 - Een groep topschaatsers richtte in Stockholm, Zweden, de 'International Speed Skating League' op, de eerste commerciële schaatsbond ter wereld.
  - 1996 - Het Nederlandse mannenvolleybalteam wint in Atlanta de olympische gouden medaille door in de finale Italië met 3-2 te verslaan.
  - 1999 - Het Mexicaans voetbalelftal wint de vierde editie van de Confederations Cup door Brazilië in de finale met 4-3 te verslaan.
  - 2010 - De jonge Nederlandse zeilster Laura Dekker begint aan haar solo-zeiltocht rond de wereld.
  - 2012 - De Nederlandse zwemster Ranomi Kromowidjojo wint haar tweede gouden medaille op de 50 meter vrije slag bij de Olympische Zomerspelen 2012. In dezelfde wedstrijd pakt haar landgenote Marleen Veldhuis brons; het is voor Veldhuis de allerlaatste wedstrijd van haar carrière.
  - 2018 - Feyenoord wint in Eindhoven de Johan Cruijff Schaal 2018. PSV verliest na het nemen van strafschoppen.
  - 2021 - Louis van Gaal begint als nieuwe bondscoach van het Nederlands voetbalelftal.
  - 2023 - Bij de Wereldkampioenschappen boogschieten in Berlijn winnen de Nederlandse boogschutters Mike Schloesser, Sil Pater en Jay Tjin-A-Djie brons door in de troostfinale van de landenwedstrijd op het onderdeel compound het team van Zuid-Korea te verslaan.[2]
  - 2023 - PSV wint voor de 14e keer de Johan Cruijff Schaal door Feyenoord in Rotterdam met 0-1 te verslaan.[3]
  - 2023 - De Sloveen Matej Mohorič wint, met een seconde voorsprong op de Portugees João Almeida, de Ronde van Polen. De slotrit wordt gewonnen door Tim Merlier uit België en de Nederlander Arvid de Kleijn wordt tweede.[4]
  - 2023 - Maike van der Duin uit Nederland wint voor de derde keer op rij zilver op het onderdeel scratch bij de Wereldkampioenschappen baanwielrennen die dit jaar in Glasgow (Schotland) worden gehouden.[5]
  - 2023 - De Nederlandse teamsprinters Roy van den Berg, Harrie Lavreysen en Jeffrey Hoogland grijpen bij de WK baanwielrennen in Glasgow goud door in de finale hun Australische tegenstanders, Leigh Hoffman, Matthew Richardson en Matthew Glaetzer, met 0,03s te verslaan.[6]
  - 2024 - Feyenoord wint de Johan Cruijff Schaal door te winnen van PSV. In Eindhoven was de eindstand 4-4. Door onder meer twee goals van Luuk de Jong en Santiago Giménez. Na het nemen van strafschoppen bleek doelman Timon Wellenreuther te sterk.
- Wetenschap en technologie
  - 1693 - Uitvinding van de champagne door Dom Perignon.
  - 1917 - Fransman Lucien Lévy vraagt octrooi aan voor een heterodyne ontvanger.
  - 1921 - De Franse uitvinder Édouard Belin verstuurt draadloos een fax over de Atlantische Oceaan.
  - 1971 - Eerste vlucht van een Agusta A109, een helikopter van het Italiaanse bedrijf Agusta. De aankoop ervan door de Belgische Luchtmacht zorgde eind jaren 1980 voor het Agustaschandaal.
  - 1982 - Nationale stroomuitval in België.
  - 2007 - Lancering van Phoenix Mars Lander met een Delta II raket vanaf Cape Canaveral Air Force Station voor een missie naar de planeet Mars. Doel van de missie is het onderzoeken van de omgeving van de landingsplaats.[7]
  - 2022 - Lancering van TECIS (Terrestrial Ecosystem Carbon Inventory Satellite), een aardobservatiesatelliet die metingen gaat verrichten om bij te dragen aan het tegen gaan van wereldwijde opwarming, met een Lange Mars 4B raket van China Aerospace Science Corporation (CASC) vanaf lanceerbasis Taiyuan LC-9 in China.[8]
  - 2022 - Lancering van de Antipodean Adventure (NROL-199) missie van het Amerikaanse National Reconnaissance Office (NRO) met een Electron raket van Rocket Lab vanaf LC-1B op het Māhia schiereiland in Nieuw-Zeeland. De missie van de spionagesatelliet is onduidelijk.[9][10]
  - 2022 - Lancering van een Atlas IV raket van United Launch Alliance vanaf Kennedy Space Center Lanceercomplex 41 voor de SBIRS GEO-6 missie. De satelliet maakt deel uit van Space-Based Infrared System (SBIRS), een samengesteld programma voor observatie van de ruimte in infrarood licht voor defensie doeleinden.[11]
  - 2022 - Blue Origin lanceert met de New Shepard 4 raket de NS-22 missie met een zeskoppige bemanning van ruimtetoeristen voor een suborbitale vlucht vanaf Launch Site One, Corn Ranch, Texas, Verenigde Staten.[12]
  - 2022 - Lancering van Kechongfushiyong Shiyan Hangtianqi, een experimenteel ruimtevliegtuig, met een Lange Mars 2F raket van China Aerospace Science Corporation (CASC) vanaf lanceerbasis Jiuquan SLS-1 in China.[13]
  - 2023 - De periodieke komeet 280P/Larsen bereikt het perihelium van zijn baan rond de zon tijdens deze verschijning.[14]
  - 2023 - Ruim 2 dagen na lancering van de CRS NG-19 bevoorradingsmissie koppelt het Cygnus ruimtevaartuig met het ISS.[15]
  - 2023 - NASA slaagt erin het contact met de Voyager 2 ruimtesonde volledig te herstellen door het toestel een commando te sturen om de oriëntatie van de antenne te herstellen. Het commando wordt ondanks de onjuist gerichte antenne toch ontvangen.[16] Zie ook 28 juli en 1 augustus.

## Geboren

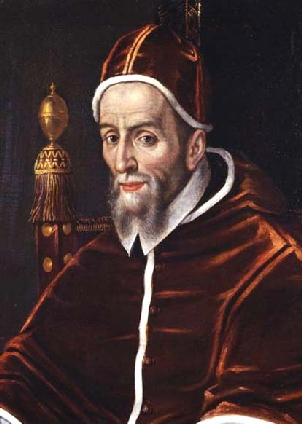
Paus Urbanus VII
geboren in 1521

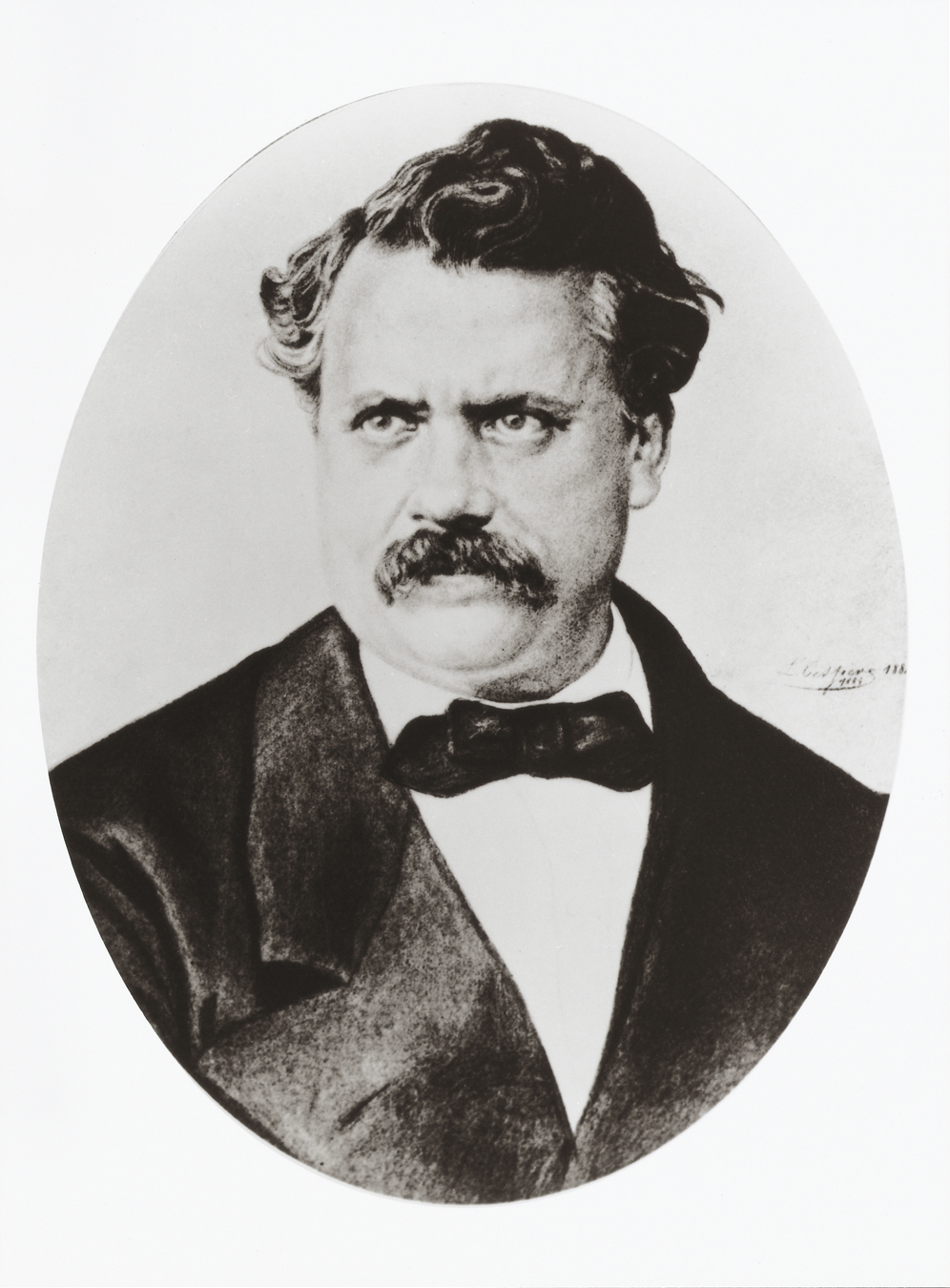
Louis Vuitton
geboren in 1821

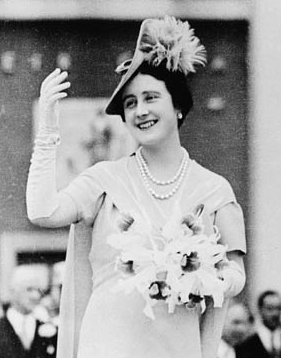
Elizabeth Bowes-Lyon
geboren in 1900

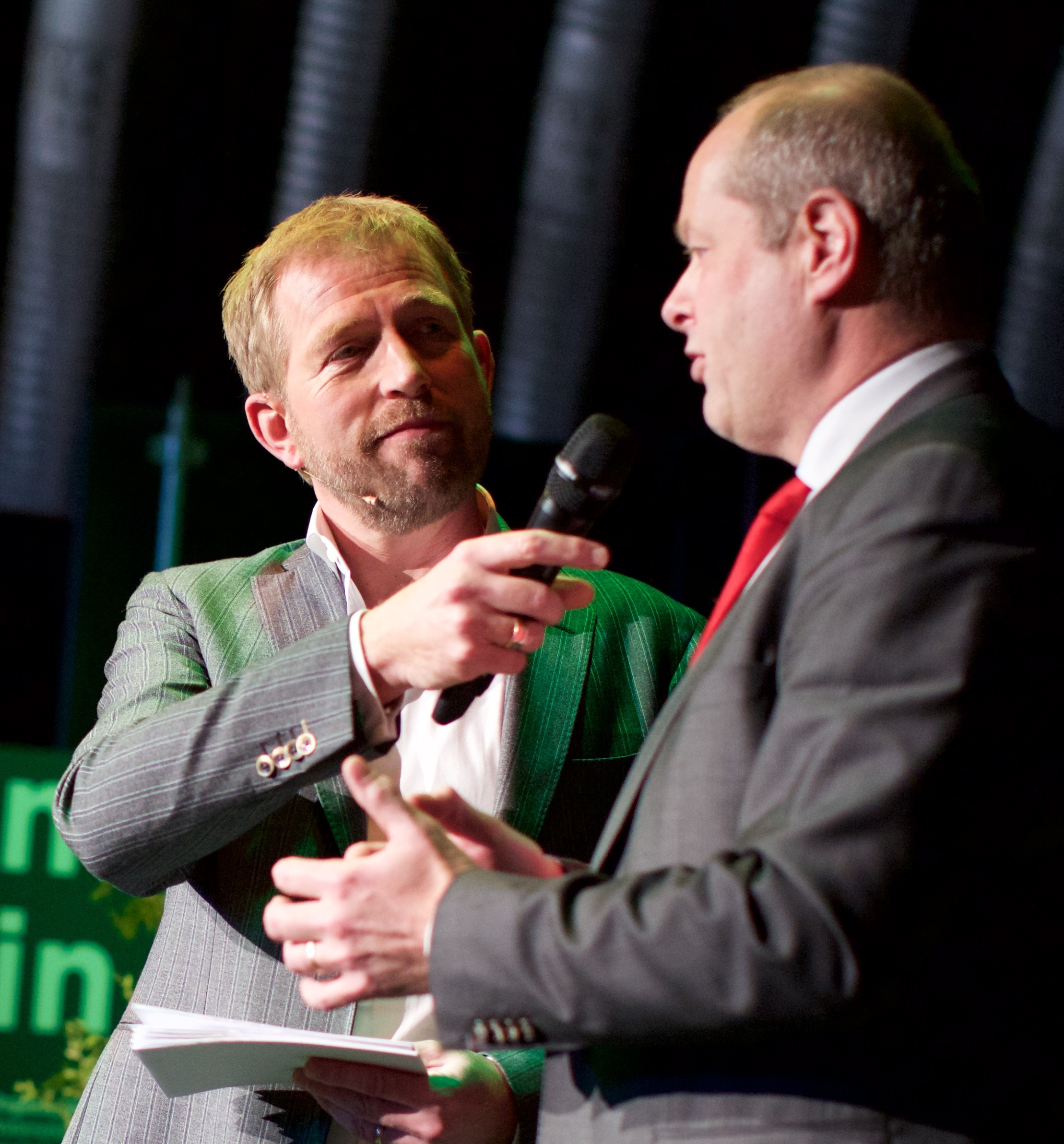
Harm Edens
geboren in 1961

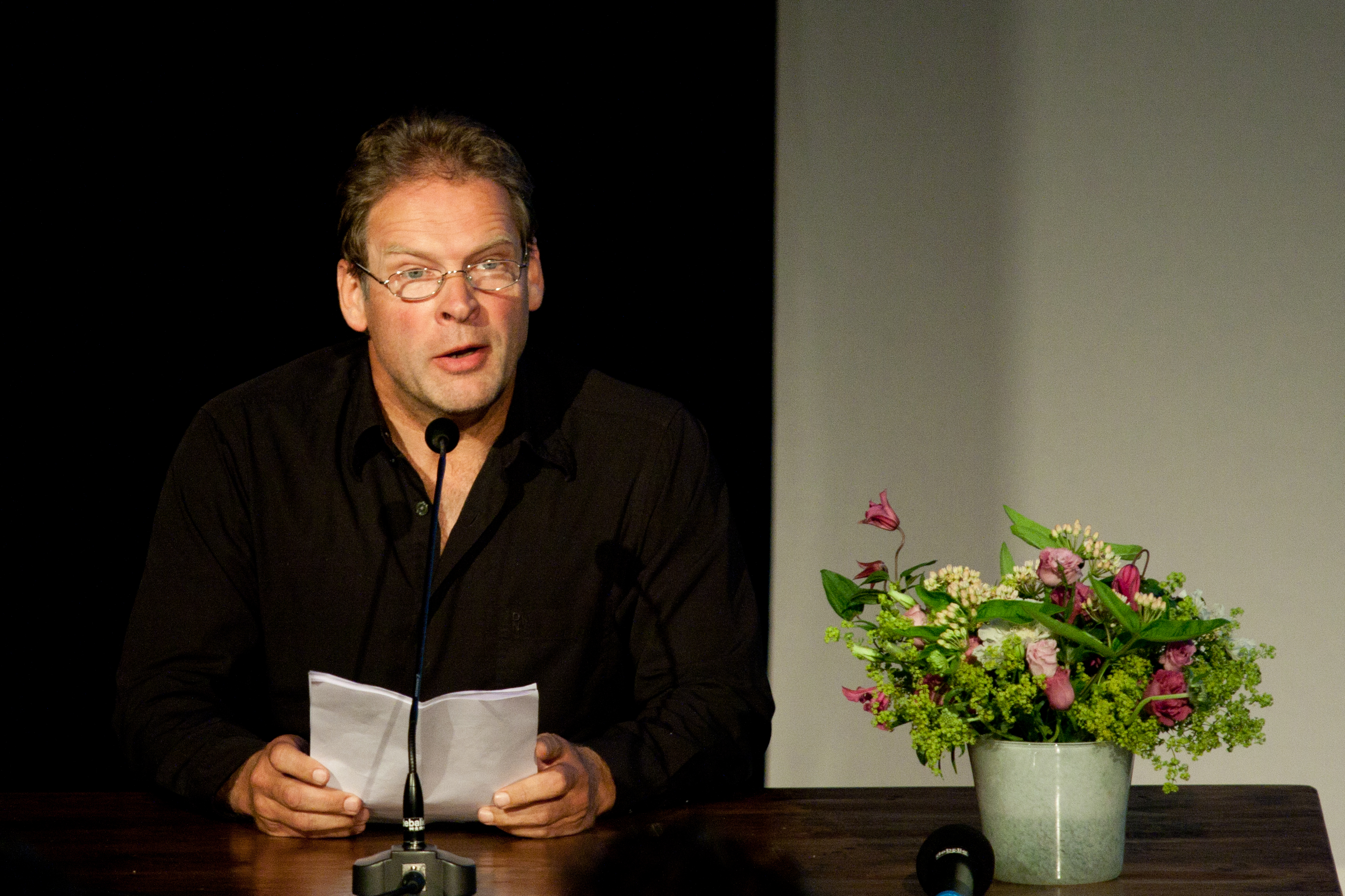
Erik van Muiswinkel
geboren in 1961

Barack Obama
geboren in 1961

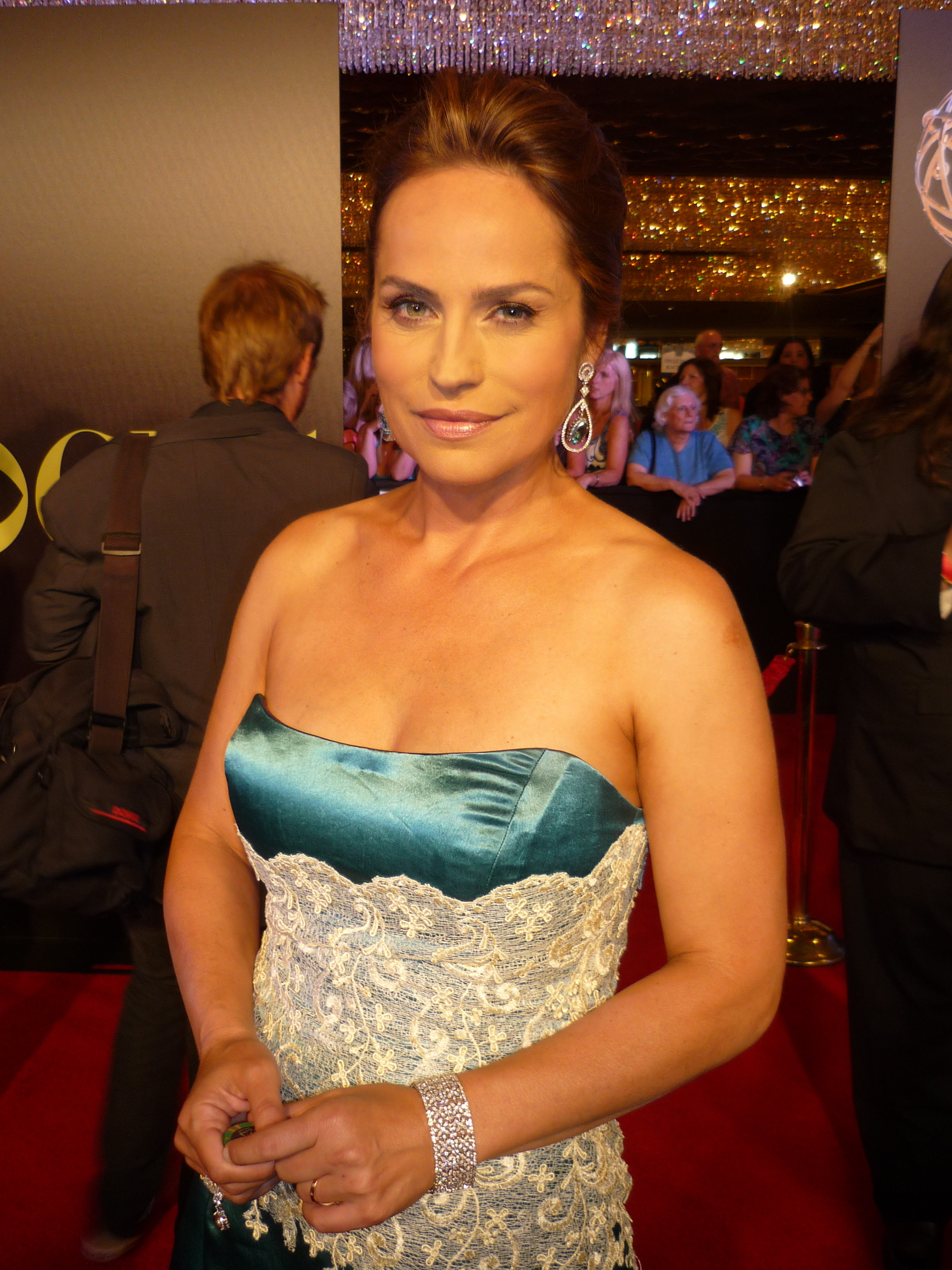
Crystal Chappell
geboren in 1965

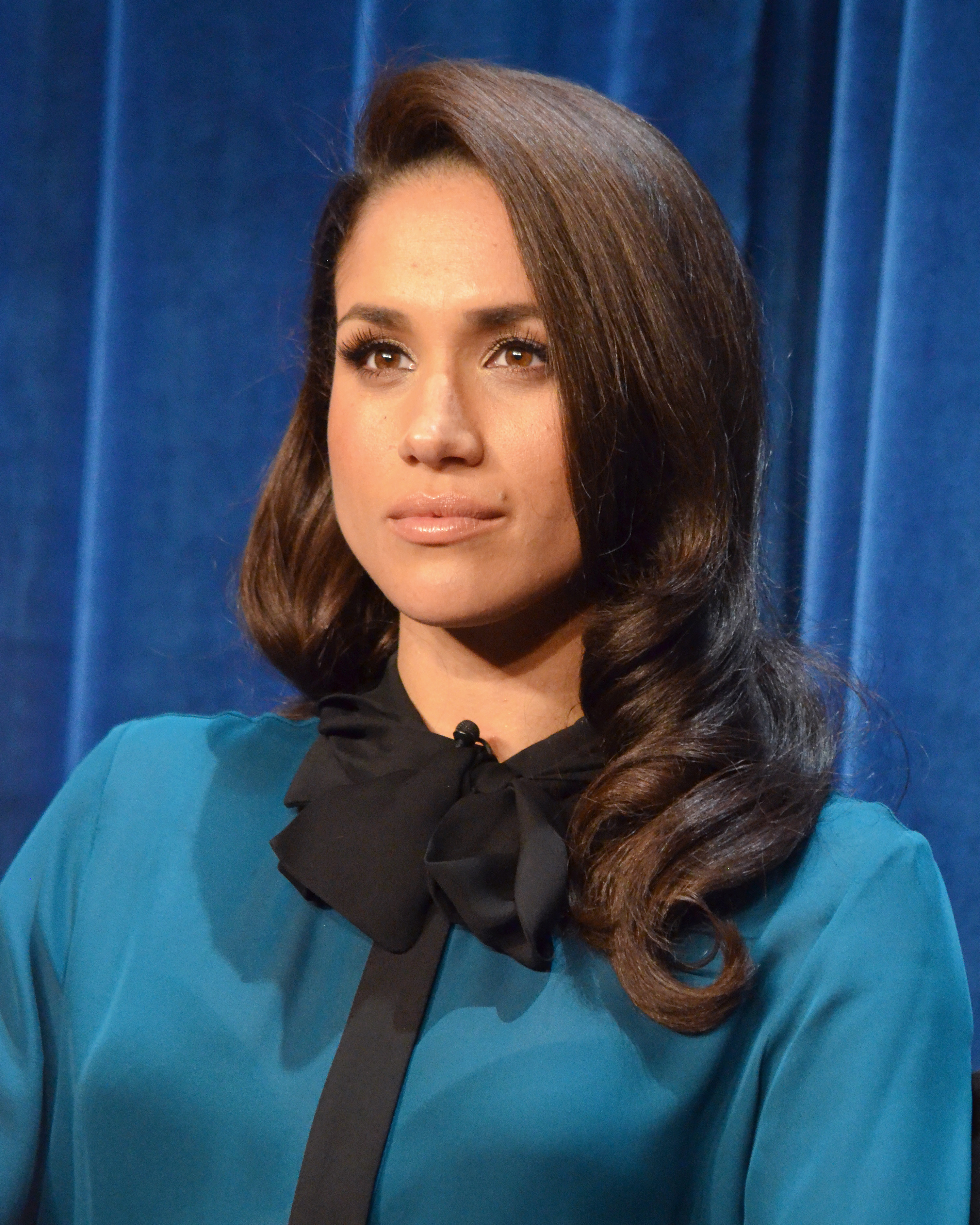
Meghan Markle
geboren in 1981

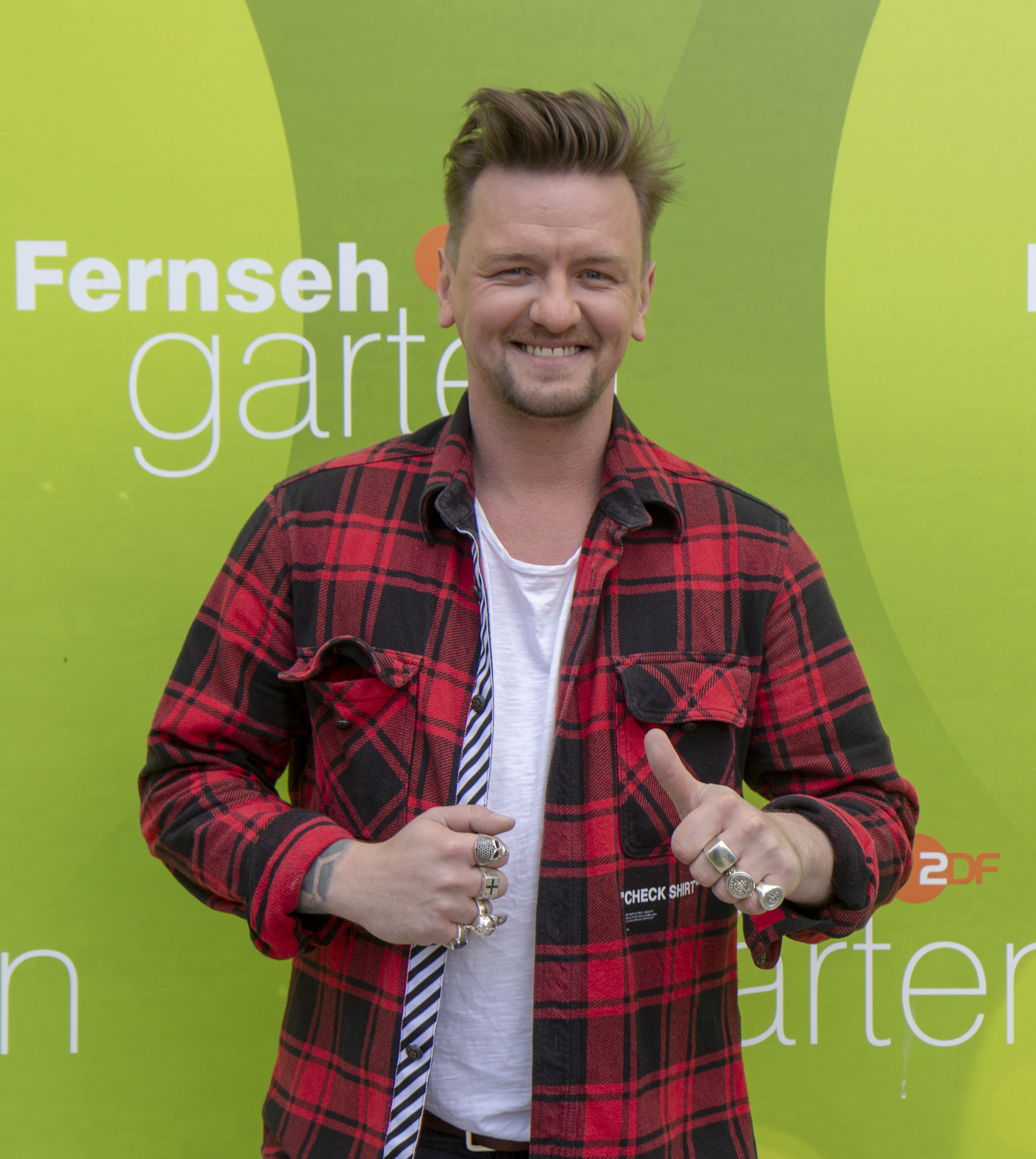
Ben Zucker
geboren in 1983

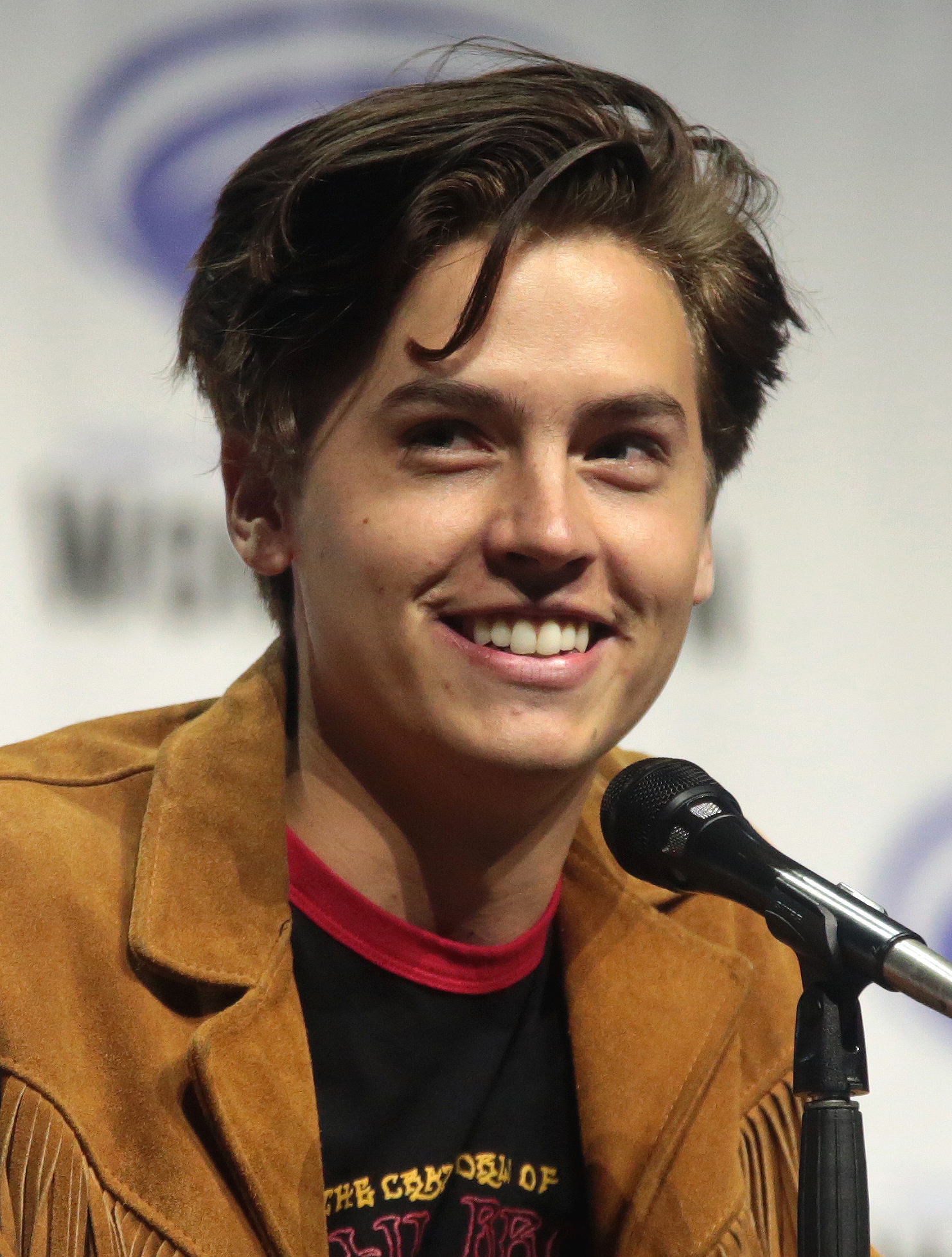
Cole Sprouse
geboren in 1992

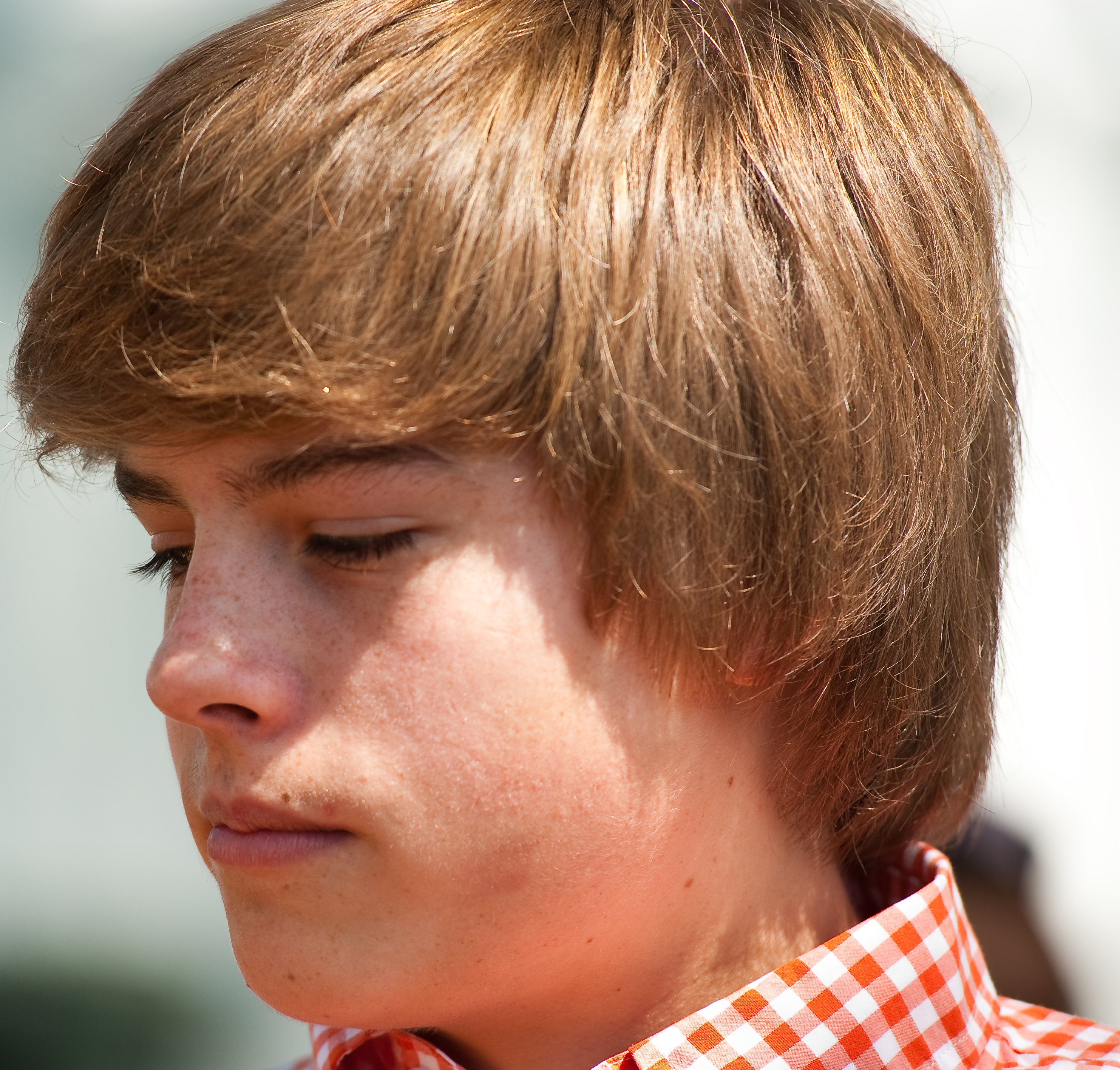
Dylan Sprouse
geboren in 1992

- 1502 - Pieter Coecke van Aelst, Belgisch kunstenaar (overleden 1550)
- 1521 - Paus Urbanus VII (overleden 1590)
- 1610 - Cornelis Evertsen de Oude, Nederlands marineofficier (overleden 1666)
- 1687 - Johan Willem Friso van Nassau-Dietz, Prins van Oranje en stadhouder van Friesland en Groningen (overleden 1711)
- 1703 - Lodewijk van Orléans, Hertog van Valois en van Orléans (overleden 1752)
- 1715 - Charlotte Sophie van Aldenburg, Rijksgravin van Aldenburg, Rijksgravin Bentinck (overleden 1800)
- 1755 - Nicolas-Jacques Conté, Frans schilder en uitvinder (overleden 1805)
- 1758 - Jean-Baptiste Nompère de Champagny, Hertog van Cadore (overleden 1834)
- 1792 - Edward Irving, Schots dominee (overleden 1834)
- 1792 - Percy Bysshe Shelley, Engels dichter (overleden 1822)
- 1805 - William Rowan Hamilton, Iers wis- en natuurkundige en filosoof (overleden 1865)
- 1810 - Maurice de Guérin, Frans dichter (overleden 1839)
- 1821 - Louis Vuitton, Frans ambachtsman (overleden 1892)
- 1834 - John Venn, Engels logicus en wiskundige (overleden 1923)
- 1839 - Walter Pater, Engels schrijver, essayist en criticus (overleden 1894)
- 1853 - John Henry Twachtman, Amerikaans kunstschilder (overleden 1902)
- 1859 - Knut Hamsun, Noors romanschrijver (overleden 1952)
- 1873 - Lambert Beauduin,  Belgisch benedictijn (overleden 1960)
- 1876 - John Scaddan, 10e premier van West-Australië (overleden 1934)
- 1880 - Werner von Fritsch, Duits generaal (overleden 1939)
- 1884 - Henri Cornet, Frans wielrenner (overleden 1941)
- 1884 - Jacques Hoogveld, Nederlands atleet (overleden 1948)
- 1885 - Johan Cortlever, Nederlands zwemmer en waterpoloër (overleden 1972)
- 1890 - Erich Weinert, Duits schrijver (overleden 1953)
- 1894 - Milton Jones, Amerikaans autocoureur (overleden 1932)
- 1896 - Graham Walker, Brits motorcoureur en journalist (overleden 1962)
- 1897 - Aarne Arvonen, Fins oorlogsveteraan (overleden 2009)
- 1897 - Adolf Heusinger, Duits generaal (overleden 1982)
- 1900 - Elizabeth Bowes-Lyon, echtgenote van koning George VI en de moeder van koningin Elizabeth II van het Verenigd Koninkrijk (overleden 2002)
- 1901 - Louis Armstrong, Amerikaans jazz-trompettist en zanger (overleden 1971)
- 1904 - Witold Gombrowicz, Pools schrijver (overleden 1969)
- 1904 - Helen Kane, Amerikaans zangeres en actrice (overleden 1966)
- 1906 - Marie José van België, Belgisch prinses (overleden 2001)
- 1910 - Anita Page, Amerikaans actrice (overleden 2008)
- 1910 - William Schuman, Amerikaans componist (overleden 1992)
- 1912 - Raoul Wallenberg, Zweeds diplomaat (overleden 1947?)
- 1913 - Jean Saint-Fort Paillard, Frans ruiter (overleden 1990)
- 1917 - John Fitch, Amerikaans autocoureur (overleden 2012)
- 1918 - Jacob van der Ende, Nederlands verzetsstrijder (overleden 1941)
- 1919 - Michel Déon, Frans schrijver (overleden 2016)
- 1919 - Emmy Lopes Dias, Nederlands actrice (overleden 2005)
- 1920 - Enrique Beech, Filipijns voetballer en schietsporter (overleden 2012)
- 1920 - Helen Thomas, Amerikaans journaliste (overleden 2013)
- 1922 - Pieter Jacob Kwint, Nederlands Engelandvaarder, verzetsman, geheim agent en student (overleden 1944)
- 1922 - Luis Aponte Martínez, Puerto Ricaans kardinaal en aartsbisschop (overleden 2012)
- 1924 - Raymonde Serverius, Belgisch sopraan (overleden 2006)
- 1928 - Christian Goethals, Belgisch autocoureur (overleden 2003)
- 1928 - Udham Singh, Indiaas hockeyer (overleden 2000)
- 1930 - Enrico Castellani, Italiaans beeldend en installatiekunstenaar (overleden 2017)
- 1930 - Ali al-Sistani, Irakees sjiitisch-geestelijk leider
- 1931 - Rien Huizing, Nederlands nieuwslezer en journalist
- 1932 - Frances E. Allen, Amerikaans informatica (overleden 2020)
- 1932 - Guillermo Mordillo, Argentijns cartoonist (overleden 2019)
- 1933 - Sheldon Adelson, Amerikaans magnaat (overleden 2021)
- 1933 - Rudi van Dantzig, Nederlands choreograaf (overleden 2012)
- 1933 - Thé Tjong-Khing, Nederlands striptekenaar en illustrator
- 1933 - Sonny Simmons, Amerikaans jazzmuzikant (overleden 2021)
- 1934 - Andrea Bodó, Hongaars Amerikaans turnster (overleden 2022)
- 1934 - Rutger Kopland, Nederlands schrijver en dichter (overleden 2012)
- 1935 - Michaël Slory, Surinaams dichter (overleden 2018)
- 1936 - Claude Ballot-Léna, Frans autocoureur (overleden 1999)
- 1936 - Frank Cameron, Surinaams cultuur- en welzijnswerker (overleden 2024)
- 1936- Roland Lommé, Belgisch televisiepresentator (overleden 2006)
- 1936 - Mani Matter, Zwitsers componist en singer-songwriter (overleden 1972)
- 1937 - David Bedford, Engels componist en muziekpedagoog (overleden 2011)
- 1937 - Yvonne Reynders, Belgisch wielrenster
- 1938 - Simon Preston, Brits organist, dirigent en componist (overleden 2022)
- 1941 - Kaija Mustonen, Fins schaatsster
- 1941 - Timi Yuro, Amerikaans zangeres (overleden 2004)
- 1942 - Bernard Barsi, Frans aartsbisschop (overleden 2022)
- 1942 - David Lange, Nieuw-Zeelands premier (overleden 2005)
- 1944 - Richard Belzer, Amerikaans stand-upcomedian en acteur (overleden 2023)
- 1944 - Bertrand De Decker, Belgisch atleet
- 1944 - Orhan Gencebay, Turks zanger en acteur
- 1945 - Joop Boomsma, Nederlands schrijver, dichter en toneelschrijver (overleden 2018)
- 1945 - Frank Hansen, Noors roeier
- 1945 - Gaston Sporre, Nederlands sportbestuurder en functionaris (overleden 2022)
- 1947 - Klaus Schulze, Duits componist en uitvoerend musicus (overleden 2022)
- 1947 - Moufida Tlatli, Tunesisch filmmaakster en politica (overleden 2021)
- 1948 - Bráulio Barbosa de Lima (Bráulio), Braziliaans voetballer
- 1948 - Piet Knarren, Nederlands trompettist (overleden 2025)
- 1948 - Giorgio Parisi, Italiaans theoretisch natuurkundige en hoogleraar
- 1948 - Mark Verstraete, Belgisch televisie- en theateracteur
- 1949 - Greta D'Hondt, Belgisch politica
- 1950 - Jens Steffensen, Deens voetballer
- 1952 - Moya Brennan, Iers zangeres
- 1952 - Carlos Manuel Robles, Chileens voetbalscheidsrechter
- 1953 - Henk Lubberding, Nederlands wielrenner
- 1953 - Hiroyuki Usui, Japans voetballer
- 1953 - Alie te Riet, Nederlands zwemster
- 1953 - Antonio Tajani, Italiaans (euro)politicus; voorzitter van het Europees Parlement 2017-2019
- 1954 - Anatolij Kinach, Oekraïens politicus
- 1955 - Steve Jones, Brits atleet
- 1955 - Billy Bob Thornton, Amerikaans acteur
- 1957 - Hilbert van der Duim, Nederlands schaatser
- 1957 - Karel Bouwens, Nederlands voetballer
- 1958 - Silvan Shalom, Israëlisch politicus
- 1958 - Mary Decker, Amerikaans atlete
- 1958 - Kym Karath, Amerikaans actrice
- 1960 - Olavi Huttunen, Fins voetballer en voetbalcoach
- 1960 - Dean Malenko, Amerikaans worstelaar
- 1960 - Tim Winton, West-Australisch schrijver
- 1960 - José Luis Rodríguez Zapatero, Spaans premier
- 1961 - Harm Edens, Nederlands televisiepresentator
- 1961 - Erik van Muiswinkel, Nederlands cabaretier en tekstschrijver
- 1961 - Barack Obama, Amerikaans president, advocaat en hoogleraar
- 1962 - Ria Beeusaert-Pattyn, Belgisch politica
- 1964 - Ronnie Coyle, Schots voetballer (overleden 2011)
- 1965 - Crystal Chappell, Amerikaans actrice
- 1965 - Fredrik Reinfeldt, Zweeds politicus
- 1965 - Michael Skibbe, Duits voetballer en voetbalcoach
- 1966 - Luc Leblanc, Frans wielrenner
- 1966 - Edwig Van Hooydonck, Belgisch wielrenner
- 1967 - Marcelo Filippini, Uruguayaans tennisspeler
- 1967 - Mike Marsh, Amerikaans atleet
- 1967 - Christel Schaldemose, Deens politicus
- 1967 - Jana Sorgers, Duits roeister
- 1968 - Daniel Dae Kim, Zuid-Koreaans Amerikaans acteur
- 1968 - Lee Mack, Brits komiek
- 1968 - Marcus Schenkenberg, Nederlands fotomodel en acteur
- 1969 - Max Cavalera, Braziliaans gitarist
- 1969 - Michiel Mol, Nederlands zakenman
- 1969 - Jojo Moyes, Britse schrijfster
- 1970 - Ángel Edo, Spaans wielrenner
- 1970 - Håvard Flo, Noors voetballer
- 1970 - Orlando Trustfull, Nederlands voetballer
- 1972 - Predrag Đorđević, Servisch voetballer
- 1972 - Stefan van Dierendonck, Nederlands schrijver en priester
- 1972 - José Vicente García, Spaans wielrenner
- 1973 - Marcos Roberto Silveira Reis (Marcos), Braziliaans voetballer
- 1974 - Kily González, Argentijns voetballer
- 1975 - Nikos Lyberopoulos, Grieks voetballer
- 1975 - Jutta Urpilainen, Fins politica
- 1975 - David Van Ooteghem, Belgisch radiopresentator
- 1976 - Levan Silagadze, Georgisch voetballer
- 1978 - Kurt Busch, Amerikaans autocoureur
- 1977 - Luís Boa Morte, Portugees voetballer
- 1979 - Niels Geusebroek, Nederlands zanger en componist
- 1979 - Magdalena Gwizdoń, Pools biatlete
- 1980 - Rony Martias, Frans wielrenner
- 1980 - Elkin Soto, Colombiaans voetballer
- 1981 - Malchaz Asatiani, Georgisch voetballer
- 1981 - Erica Carlson, Zweeds actrice
- 1981 - Ismael Fuentes, Chileens voetballer
- 1981 - Benjamin Lauth, Duits voetballer
- 1981 - Manuel Lloret, Spaans wielrenner
- 1981 - Meghan Markle, Hertogin van Sussex, echtgenote van Prins Harry van het Verenigd Koninkrijk, Amerikaans actrice
- 1981 - Florian Silbereisen, Duits zanger en presentator
- 1982 - Pepijn Lanen (Faberyayo), Nederlands rapper
- 1982 - David Mendes da Silva, Nederlands voetballer
- 1983 - Jai Crawford, Australisch wielrenster
- 1983 - Greta Gerwig, Amerikaans actrice
- 1983 - Ben Zucker, Duits zanger
- 1984 - Aletha Leidelmeijer, Nederlands presentatrice
- 1984 - Caroline Wensink, Nederlands volleybalster
- 1985 - Scotty Bahrke, Amerikaans freestyleskiër
- 1985 - Kina Grannis, Amerikaans muzikant
- 1985 - Luis Antonio Valencia, Ecuadoraans voetballer
- 1985 - Zhang Xin, Chinees freestyleskiester
- 1986 - Leon Camier, Brits motorcoureur
- 1986 - Cicinho, Braziliaans voetballer
- 1986 - Hernane Vidal de Souza, Braziliaans voetballer
- 1987 - James Jakes, Brits autocoureur
- 1987 - Jérôme Truyens, Belgisch hockeyer
- 1987 - Jon Lilygreen, Brits zanger
- 1987 - Nicolas Oliveira, Braziliaans zwemmer
- 1987 - Sam Underwood, Engels acteur
- 1987 - Phil Younghusband, Engels-Filipijns voetballer
- 1988 - Hilde-Katrine Engeli, Noors snowboardster
- 1988 - Michael Herck, Roemeens autocoureur
- 1988 - Tom Parker, Brits popzanger (overleden 2022)
- 1988 - Elodie Verweij, Nederlands politiek verslaggeefster en journaliste
- 1989 - Sebastian Kruis, Nederlands politicus
- 1989 - Martha McCabe, Canadees zwemster
- 1990 - Igor Berezovsky, Oekraïens voetbaldoelman
- 1990 - LouiVos, Nederlands rapper
- 1990 - Michael Muller, Nederlands acteur
- 1991 - Hanne Claes, Belgisch atlete
- 1991 - Christian Clemens, Duits voetballer
- 1991 - Lena Dürr, Duits alpineskiester
- 1992 - Dylan en Cole Sprouse, Amerikaans acteur, identieke tweeling
- 1993 - Saido Berahino, Engels-Burundees voetballer
- 1994 - Hannah Schmidt, Canadees freestyleskiester
- 1997 - Erik Arbores, Nederlands producer en dj
- 1997 - Tuva Hansen, Noors voetbalster
- 1997 - Sunniva Skoglund, Noors voetbalster
- 1998 - Adrián Ben, Spaans atleet
- 1998 - Toshiki Oyu, Japans autocoureur
- 1998 - Piotr Pękala, Pools wielrenner
- 1999 - Joes Brauers, Nederlands (musical)-acteur
- 2001 - Mac Forehand, Amerikaans freestyleskiër
- 2002 - Manuel González, Spaans motorcoureur
- 2004 - Iván Ortolá, Spaans motorcoureur

## Overleden

Sebastiaan I van Portugal
overleden in 1578

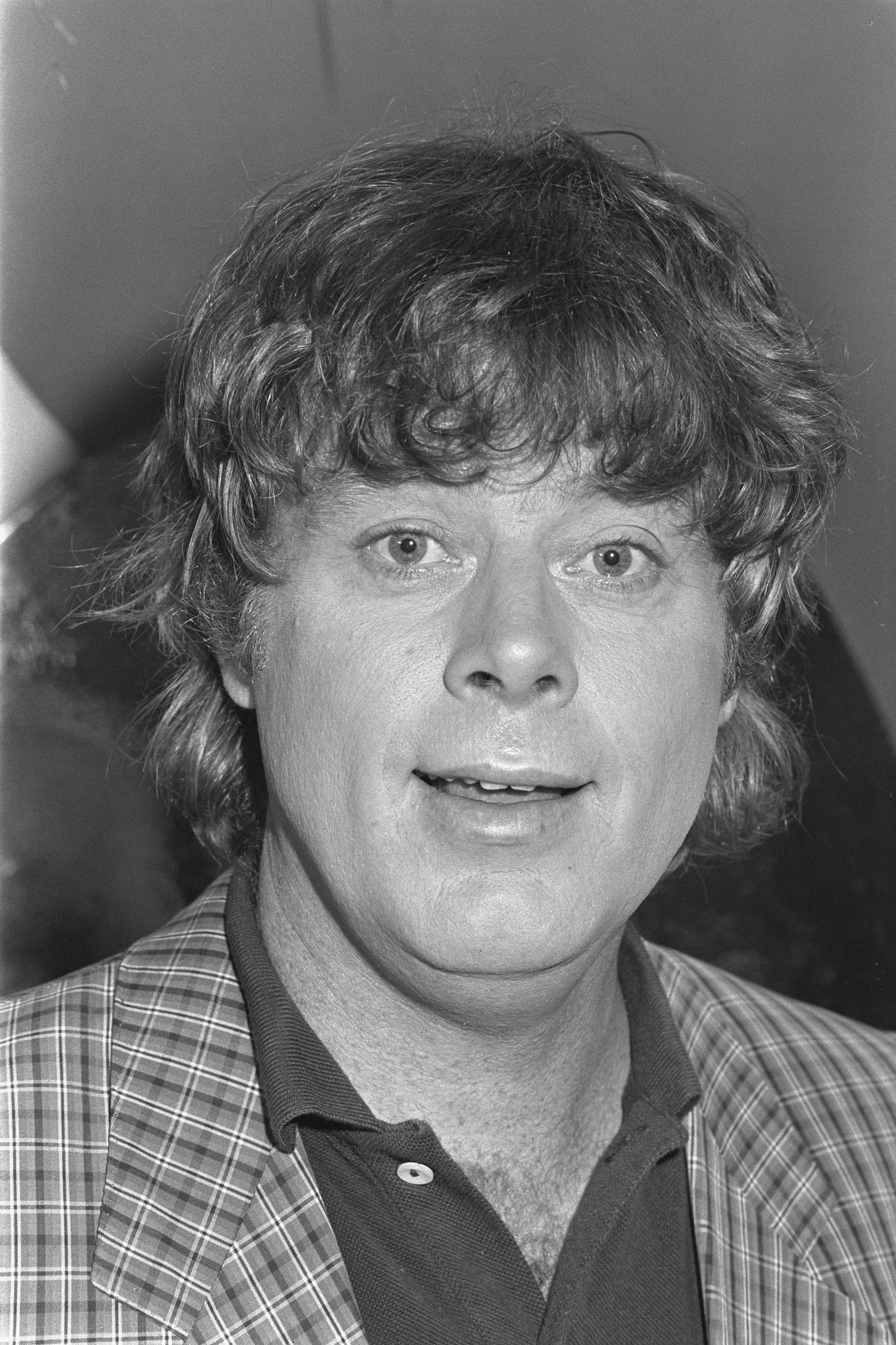
Willem Ruis
overleden in 1986

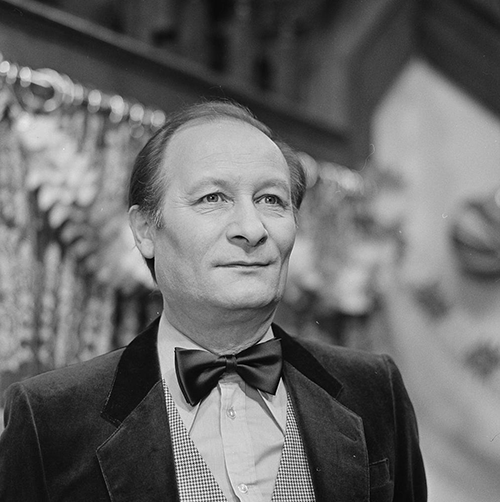
Cor van Rijn
overleden in 2018

- 1060 - Hendrik I (52), koning van Frankrijk
- 1265 - Simon V van Montfort (57), 6e Graaf van Leicester
- 1306 - Wenceslaus III van Bohemen (16), zoon van koning Wenceslaus II
- 1378 - Galeazzo II Visconti (58) Italiaans edelman
- 1526 - Juan Sebastián Elcano (50), Spaans-Baskisch ontdekkingsreiziger
- 1578 - Sebastiaan (24), zestiende koning van Portugal
- 1666 - Rudolf Coenders (31 of 32), Nederlands admiraal
- 1753 - Gottfried Silbermann (70), orgelbouwer
- 1834 - Ralph Dundas Tindal (61), Nederlands militair
- 1852 - Johan David Valerius (76), Zweeds dichter
- 1859 - Johannes Maria Vianney (Pastoor van Ars) (73), Frans parochiepriester en heilige
- 1871 - Anne Franszoon Jongstra (63), Fries liberaal Tweede Kamerlid
- 1873 - Viktor Hartmann (39), Russisch architect, beeldhouwer en kunstschilder
- 1875 - Hans Christian Andersen (70), Deens sprookjesschrijver
- 1900 - Étienne Lenoir (78), Belgisch uitvinder van de gas- en petroleummotor
- 1900 - Isaak Levitan (39), Russisch landschapsschilder
- 1902 - Taco Mesdag (72), Nederlands bankier en kunstschilder
- 1903 - Barthold Jacob Lintelo de Geer van Jutphaas (86), Nederlands schrijver en politicus
- 1922 - Enver Pasja (40), Turks nationalistisch leider
- 1930 - Siegfried Wagner (61), Duits componist
- 1938 - Lambertus Hendricus Perquin (73), Nederlands priester, oprichter KRO
- 1938 - Pearl White (49), Amerikaans actrice
- 1942 - Alberto Franchetti (81), Italiaans componist
- 1948 - Mileva Marić (72), Servisch wiskundige
- 1949 - Sezefredo Ernesto da Costa (Cardeal) (36), Braziliaans voetballer
- 1957 - Washington Luís (87), president van Brazilië
- 1957 - Eugenio Perez (70), Filipijns politicus
- 1962 - Marilyn Monroe (36), Amerikaans actrice
- 1965 - Abdul Badawi (78), Egyptisch politicus en rechter
- 1975 - Sam Olij (74), Nederlands bokser
- 1977 - Edgar Douglas Adrian (87), Engels elektrofysioloog
- 1977 - Ernst Bloch (92), Duits marxistisch filosoof en atheïstisch theoloog
- 1977 - Hendricus Wessel (89), Nederlands atleet
- 1978 - Els Amman (46), Nederlands kunstenares
- 1980 - Vicente de la Mata (62), Argentijns voetballer
- 1983 - Mien van Bree (68), Nederlands wielrenster
- 1986 - Willem Ruis (41), Nederlands televisiepresentator
- 1995 - Alejandro Almendras (76), Filipijns politicus
- 1996 - Jikke Ozinga (90), Nederlands verzetsstrijder
- 1997 - Jeanne-Louise Calment (122), Frans oudste vrouw ooit (voor zover bekend)
- 1999 - Willem Jens (90), Nederlands roeier
- 1999 - Liselott Linsenhoff (71), Duits amazone
- 1999 - Lucrecia Reyes-Urtula (70), Filipijns choreograaf
- 1999 - Louis Wouters (77), Belgisch voetbalbestuurder
- 1999 - Ron Wyatt (66), Amerikaans archeoloog
- 2001 - Lorenzo Music (64), Amerikaans acteur
- 2003 - Wim Hendriks (81), Nederlands politicus
- 2006 - Nandini Satpathy (75), Indiaas politica en schrijfster
- 2007 - Lee Hazlewood (78), Amerikaans countryzanger, tekstschrijver en muziekproducent
- 2007 - Raul Hilberg (81), Amerikaans geschiedkundige
- 2008 - Craig Jones (23), Brits motorcoureur
- 2008 - Johny Thio (63), Belgisch voetballer
- 2009 - Joseph Msika (85), Zimbabwaans politicus
- 2009 - Mbah Surip (60), Indonesisch zanger
- 2011 - Henk Alkema (66), Nederlands componist en pianist
- 2011 - Naoki Matsuda (34), Japans voetballer
- 2011 - Erika Thijs (51), Belgisch politica
- 2012 - Jimmy Thomson (75), Schots voetballer en voetbaltrainer
- 2013 - Wout van Liempt (95), Nederlands impresario
- 2014 - James Brady (73), Amerikaans persvoorlichter en adviseur
- 2015 - James George Defares (88), Nederlands arts en auteur
- 2015 - Billy Sherrill (78), Amerikaans producer en songwriter
- 2015 - Theo van Els (79), Nederlands hoogleraar
- 2016 - Jan Kooge (81), Nederlands voetballer
- 2017 - Guido Scagliarini (102), Italiaans coureur en medeoprichter van het automerk Abarth
- 2018 - Cor van Rijn (89), Nederlands acteur
- 2019 - Nuon Chea (93), Cambodjaans misdadiger en politicus
- 2019 - Harald Nickel (66), Duits voetballer
- 2020 - Frances E. Allen (88), Amerikaans informatica
- 2020 - Edgar Ilarde (85), Filipijns presentator en politicus
- 2020 - Wouter Van Lierde (57), Belgisch acteur
- 2020 - Ilse Uyttersprot (53), Belgisch politica
- 2021 - Asha van den Bosch-Radjkoemar (56), Surinaams schrijfster
- 2021 - Paul Johnson (50), Amerikaans deejay en producer
- 2021 - Graham McRae (81), Nieuw-Zeelands autocoureur
- 2022 - Paul De Knop (67), Belgisch hoogleraar en rector
- 2023 - Boniface Alexandre (87), president van Haïti
- 2023 - Jango Edwards (73), Amerikaans clown en entertainer
- 2023 - Tom Pintens (48), Belgisch zanger en muzikant
- 2024 - Tsung-Dao Lee (97), Chinees-Amerikaans natuurkundige en Nobelprijswinnaar
- 2024 - Lily Monteverde (85), Filipijns filmproducent en zakenvrouw
- 2025 - Andrea Evers (58), Duits-Nederlands gezondheidspsycholoog en hoogleraar
- 2025 - Talgat Moesabajev (74), Kazachs ruimtevaarder
- 2025 - Eldar Sjengelaia (92), Georgisch filmmaker en politicus
- 2025 - James Whale (74), Brits radio-dj, presentator en schrijver

## Viering/herdenking

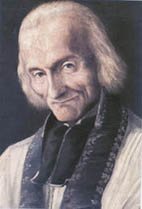
Johannes Maria Vianney

- Cookeilanden - Zelfbestuur in vrije associatie met Nieuw-Zeeland (1965)
- Rooms-katholieke kalender:
  - Heilige Johannes Maria Vianney, H. pastoor van Ars († 1859), Patroon v. priesters, pastoors, zielzorgers - Gedachtenis
  - Heilige Rainerius van Split († 1180)
  - Zalige Frédéric Janssoone († 1916)

## Weerextremen

### Nederland
| | Officiële records | Officiële records | Officiële records |      | Landelijke records | Landelijke records | Landelijke records                                               |
| Gebeurtenis | Jaar              | Extreem           | Locatie           | Jaar | Extreem            | Locatie            |                                                                  |
| --- | ----------------- | ----------------- | ----------------- | ---- | ------------------ | ------------------ | ---------------------------------------------------------------- |
| Laagste etmaalgemiddelde temperatuur (°C) | 1922              | 12,9              | De Bilt           |      | 1987               | 11,8               | Soesterberg                                                      |
| Hoogste etmaalgemiddelde temperatuur (°C) | 1994              | 25,8              | De Bilt           |      | 1994               | 28,4               | Maastricht                                                       |
| Laagste minimumtemperatuur (°C) | 1922              | 5,5               | De Bilt           |      | 1996               | 4,8                | Eelde                                                            |
| Hoogste minimumtemperatuur (°C) | 1994              | 17,8              | De Bilt           |      | 1994               | 20,5               | De Kooy                                                          |
| Laagste maximumtemperatuur (°C) | 1985              | 17,0              | De Bilt           |      | 1922               | 15,0               | De Kooy                                                          |
| Hoogste maximumtemperatuur (°C) | 1990              | 35,3              | De Bilt           |      | 1990 1994          | 36,3               | Arcen Volkel                                                     |
| Hoogste uurgemiddelde windsnelheid (m/s) | 1930              | 17,0              | De Bilt           |      | 1930               | 22,1               | Vlissingen                                                       |
| Hoogste windstoot (m/s) | 1953, 1958, 1961  | 17,0              | De Bilt           |      | 1971               | 25,2               | De Kooy                                                          |
| Langste zonneschijnduur (uur) | 1975              | 14,1              | De Bilt           |      | 1975 2003 2007     | 14,3               | Schiphol De Kooy, Eelde, Hoogeveen, Leeuwarden De Kooy, Stavoren |
| Langste neerslagduur (uur) | 1968              | 14,7              | De Bilt           |      | 1968               | 14,8               | Maastricht                                                       |
| Hoogste etmaalsom van de neerslag (mm) | 1974              | 30,2              | De Bilt           |      | 2006               | 55,2               | Hupsel                                                           |
| Laagste etmaalgemiddelde relatieve vochtigheid (%) | 1975              | 55                | De Bilt           |      | 1990               | 34                 | Maastricht                                                       |
| Laagste uurwaarde luchtdruk op zeeniveau (hPa) | 1930              | 992,8             | De Bilt           |      | 1930               | 989,1              | De Kooy                                                          |
| Hoogste uurwaarde luchtdruk op zeeniveau (hPa) | 1981              | 1029,6            | De Bilt           |      | 1981               | 1029,6             | De Bilt                                                          |
| Officiële records worden altijd gemeten op het KNMI-weerstation in De Bilt. Landelijke records kunnen worden gemeten op elk officieel KNMI-weerstation in Nederland. |                   |                   |                   |      |                    |                    |                                                                  |

Uitzonderlijke gebeurtenissen
- 1904 - Laatste officiële tropische dag van het jaar (maximumtemperatuur ≥ 30 °C in De Bilt)
- 1931 - Officieel hoogste minimumtemperatuur in °C van het jaar gemeten in De Bilt: 17,2
- 1938 - Eerste en enige officiële tropische dag van het jaar (maximumtemperatuur ≥ 30 °C in De Bilt)
- 1982 - Laatste officiële tropische dag van het jaar (maximumtemperatuur ≥ 30 °C in De Bilt)
- 1990 - Officieel maandrecord hoogste maximumtemperatuur in °C van augustus gemeten in De Bilt: 35,3
- 1990 - Laatste officiële tropische dag van het jaar (maximumtemperatuur ≥ 30 °C in De Bilt)
- 1994 - Laatste officiële tropische dag van het jaar (maximumtemperatuur ≥ 30 °C in De Bilt)

### België
Dagrecords
- 1891 en 1886 - Laagste etmaalgemiddelde temperatuur 12,9 °C
- 1990 - Hoogste etmaalgemiddelde temperatuur 28 °C
- 1953 - Laagste minimumtemperatuur 8 °C
- 1990 - Hoogste maximumtemperatuur 35,3 °C. Dit is de hoogste maximumtemperatuur ooit in de maand augustus.
- 1979 - Hoogste etmaalsom van de neerslag 19,5 mm

Uitzonderlijke gebeurtenissen
- 1990 - Temperatuurmaxima tot 36,4 °C in Lanaken, 37,0 °C in Wasmuel (Quaregnon).
- 1994 - Maximumtemperatuur stijgt tot 37,4 °C in Kleine-Brogel (Peer).

<< · 1 · 2 · 3 · 4 · 5 · 6 · 7 · 8 · 9 · 10 · 11 · 12 · 13 · 14 · 15 · 16 · 17 · 18 · 19 · 20 · 21 · 22 · 23 · 24 · 25 · 26 · 27 · 28 · 29 · 30 · 31 · >>